# Gustavo IV Adolfo di Svezia
Gustavo IV Adolfo di Svezia (Stoccolma, 1º novembre 1778 – San Gallo, 7 febbraio 1837) fu re di Svezia dal 1792 fino alla propria abdicazione nel 1809.
Era figlio di Gustavo III di Svezia e della regina consorte Sofia Maddalena di Danimarca, figlia maggiore del re Federico V di Danimarca e della sua prima moglie, Luisa di Hannover. Fu l'ultimo monarca svedese a regnare anche sulla Finlandia.

## Biografia
Gustavo Adolfo nacque a Stoccolma. Si mormorò che egli fosse il figlio del nobile, poi barone e più tardi conte, Adolf Fredrik Munck, anche se questo sospetto non venne mai confermato. Crebbe sotto la tutela del padre e del liberale Nils von Rosenstein.

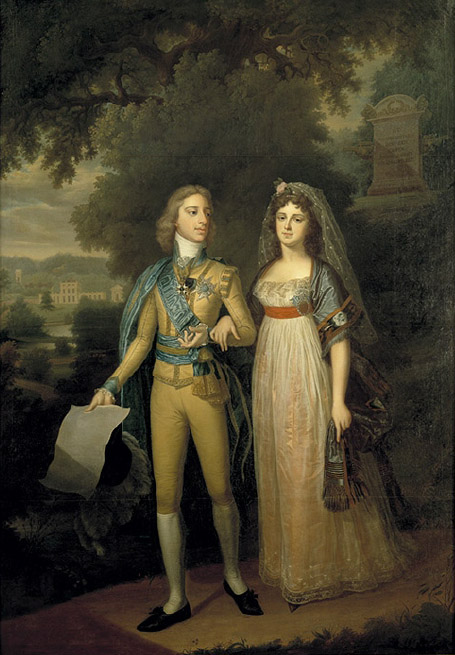
Gustavo IV Adolfo e Federica di Baden

All'assassinio di Gustavo III, a marzo del 1792, Gustavo Adolfo gli succedette al trono all'età di 14 anni, sotto la reggenza dello zio, Carlo, duca di Södermanland. Ad agosto del 1796 il giovane re e il reggente si recarono a San Pietroburgo per organizzare il matrimonio con la nipote di Caterina II di Russia, la granduchessa Alexandra Pavlovna. Il matrimonio non si concluse per l'ostinata opposizione di Gustavo Adolfo; uno smacco che certamente accelerò la morte di Caterina II, già sofferente di cuore da tempo.
Gustavo Adolfo sposò il 31 ottobre del 1797, a Stoccolma, Federica di Baden (1781-1826), nipote di Carlo Federico, margravio di Baden. Questo matrimonio fu generalmente considerato abbastanza felice, almeno per i primi anni, in quanto Gustavo si dimostrò molto interessato alla vita matrimoniale.
Il rapporto tra i coniugi si deteriorò durante l'esilio ed essi si separarono nel 1812.

### Politica
Il suo matrimonio con Federica di Baden sembrò presagire a un'imminente guerra con la Russia, dopo il rifiuto dell'anno precedente, ma fortunatamente lo stesso Gustavo Adolfo trovò un accordo con Paolo I, che condizionò anche la futura alleanza tra Svezia e Russia nell'ambito delle guerre napoleoniche. Il re oppose una strenua guerra al giacobinismo che andava diffondendosi in Europa dalla Rivoluzione francese, al punto che divenne un fervido reazionario. Comunque, la situazione disastrosa delle finanze dello stato svedese, ereditata in gran parte dalla guerra contro la Russia intrapresa da Gustavo III negli anni 1788-92, oltre ad alcune carestie di grano che colpirono la Svezia nel 1798 e nel 1799, lo costrinsero a convocare gli stati generali a Norrköping nel marzo del 1800 e il 3 aprile dello stesso anno. Quando il re riscontrò una seria opposizione del parlamento, decise da assolutista di non convocare più gli stati generali.

### Il colpo di stato
Nel 1805 Gustavo Adolfo partecipò alla Terza Coalizione contro Napoleone. La sua personale campagna di opposizione alla Francia non portò a grandi risultati e, anzi, favorì l'invasione della Pomerania svedese da parte dell'esercito napoleonico. Quando la sua alleata, la Russia, firmò un armistizio e concluse una pace con la Francia a Tilsit nel 1807, la Svezia rimase la sola alleata in Europa della Gran Bretagna, assieme al Portogallo. Nell'inverno del 1808 la Russia invase la Finlandia svedese con il pretesto di volere comprendere la Svezia nel Sistema Continentale promosso da Napoleone. La Danimarca, a sua volta, dichiarò guerra alla Svezia. Agli inizi del 1809 i russi avevano occupato completamente la Finlandia, che Alessandro I di Russia aveva elevato a granducato e aveva posto sotto la propria sovranità. Questa perdita rappresentava la perdita di un terzo delle risorse della Svezia e un quarto della sua popolazione. L'inettitudine e l'incapacità di gestione delle faccende diplomatiche di Gustavo Adolfo portarono alla sua deposizione grazie a un complotto di ufficiali dell'esercito. Il 13 marzo 1809 sette dei cospiratori fecero irruzione negli appartamenti reali, arrestarono il re e lo imprigionarono nel castello di Gripsholm; il duca Carlo venne persuaso ad accettare temporaneamente la leadership di un governo provvisorio, che venne proclamato quel giorno stesso; venne proclamata anche una dieta, solennemente approvata dalla rivoluzione.

### L'abdicazione
Il 29 marzo Gustavo IV Adolfo, al fine di preservare la corona per il figlio, abdicò volontariamente, ma il 19 maggio gli stati generali, pressati dall'esercito svedese, dichiararono che non solo Gustavo, ma tutta la sua famiglia dovessero essere esclusi dal trono di Svezia. Il 5 giugno il duca reggente (lo zio di Gustavo) venne proclamato re con il nome di Carlo XIII, dopo aver sottoscritto una nuova costituzione liberale (1809), che venne ratificata dall'assemblea parlamentare lo stesso giorno. Nel dicembre dello stesso anno Gustavo e la sua famiglia vennero esiliati in Germania. Durante il periodo dell'esilio Gustavo utilizzò diversi titoli nobiliari, come principe di Eutin, duca di Holstein-Gottorp e, quando si stabilì nel cantone di San Gallo in Svizzera dove visse gli ultimi anni della sua vita in un piccolo ostello e in grande indigenza, portò il nome di colonnello Gustafsson. Qui morì di infarto il 7 febbraio 1837. Per ordine del re Oscar II di Svezia il suo corpo venne riportato in Svezia e sepolto nella chiesa di Riddarholmskyrkan.
Con il matrimonio nel 1881 della sua pronipote Vittoria di Baden con il futuro Gustavo V di Svezia i suoi discendenti tornarono sul trono svedese com'è tutt'oggi.

## Discendenza
Gustavo Adolfo e Federica ebbero cinque figli:
- Gustavo, principe ereditario, nato nel 1799 e morto nel 1877, marito di Luisa Amelia di Baden e padre della regina Carola di Sassonia (ultima del ramo svedese degli Holstein-Gottorp);
- Sofia Guglielmina, nata nel 1801 e morta nel 1865, sposò il granduca Leopoldo I di Baden;
- Carlo Gustavo, granduca di Finlandia, nato nel 1802 e morto nel 1805;
- Amalia Carlotta, nata nel 1805 e morta nel 1853;
- Cecilia, nata nel 1807 e morta nel 1844, sposò il granduca Augusto di Oldenburg.

## Ascendenza
|                              |                           |                                         | Genitori                                 |  |  | Nonni |  |  | Bisnonni                              |  |  | Trisnonni                             |  |
|                              |                           |                                         |                                          |  |  |       |  |  | Cristiano Augusto di Holstein-Gottorp |  |  | Cristiano Alberto di Holstein-Gottorp |  |
|                              |                           |                                         |                                          |  |  |       |  |  | Cristiano Augusto di Holstein-Gottorp |  |  | Cristiano Alberto di Holstein-Gottorp |  |
|                              |                           | Federica Amalia di Danimarca            |                                          |  |  |       |  |  | Cristiano Augusto di Holstein-Gottorp |  |  |                                       |  |
| Adolfo Federico di Svezia    |                           |                                         |                                          |  |  |       |  |  | Cristiano Augusto di Holstein-Gottorp |  |  |                                       |  |
|                              |                           | Albertina Federica di Baden-Durlach     | Federico VII di Baden-Durlach            |  |  |       |  |  |                                       |  |  |                                       |  |
|                              |                           | Albertina Federica di Baden-Durlach     | Federico VII di Baden-Durlach            |  |  |       |  |  |                                       |  |  |                                       |  |
|                              |                           | Albertina Federica di Baden-Durlach     | Augusta Maria di Holstein-Gottorp        |  |  |       |  |  |                                       |  |  |                                       |  |
| Gustavo III di Svezia        |                           | Albertina Federica di Baden-Durlach     |                                          |  |  |       |  |  |                                       |  |  |                                       |  |
|                              |                           | Federico Guglielmo I di Prussia         | Federico I di Prussia                    |  |  |       |  |  |                                       |  |  |                                       |  |
|                              |                           | Federico Guglielmo I di Prussia         | Federico I di Prussia                    |  |  |       |  |  |                                       |  |  |                                       |  |
|                              |                           | Federico Guglielmo I di Prussia         | Sofia Carlotta di Hannover               |  |  |       |  |  |                                       |  |  |                                       |  |
| Luisa Ulrica di Prussia      |                           | Federico Guglielmo I di Prussia         |                                          |  |  |       |  |  |                                       |  |  |                                       |  |
|                              |                           | Sofia Dorotea di Hannover               | Giorgio I di Gran Bretagna               |  |  |       |  |  |                                       |  |  |                                       |  |
|                              |                           | Sofia Dorotea di Hannover               | Giorgio I di Gran Bretagna               |  |  |       |  |  |                                       |  |  |                                       |  |
|                              |                           | Sofia Dorotea di Hannover               | Sofia Dorotea di Celle                   |  |  |       |  |  |                                       |  |  |                                       |  |
| Gustavo IV Adolfo di Svezia  |                           | Sofia Dorotea di Hannover               |                                          |  |  |       |  |  |                                       |  |  |                                       |  |
|                              | Cristiano VI di Danimarca | Federico IV di Danimarca                |                                          |  |  |       |  |  |                                       |  |  |                                       |  |
|                              | Cristiano VI di Danimarca | Federico IV di Danimarca                |                                          |  |  |       |  |  |                                       |  |  |                                       |  |
|                              | Cristiano VI di Danimarca | Luisa di Meclemburgo-Güstrow            |                                          |  |  |       |  |  |                                       |  |  |                                       |  |
| Federico V di Danimarca      | Cristiano VI di Danimarca |                                         |                                          |  |  |       |  |  |                                       |  |  |                                       |  |
|                              |                           | Sofia Maddalena di Brandeburgo-Kulmbach | Cristiano Enrico di Brandeburgo-Kulmbach |  |  |       |  |  |                                       |  |  |                                       |  |
|                              |                           | Sofia Maddalena di Brandeburgo-Kulmbach | Cristiano Enrico di Brandeburgo-Kulmbach |  |  |       |  |  |                                       |  |  |                                       |  |
|                              |                           | Sofia Maddalena di Brandeburgo-Kulmbach | Sofia Cristiana di Wolfstein             |  |  |       |  |  |                                       |  |  |                                       |  |
| Sofia Maddalena di Danimarca |                           | Sofia Maddalena di Brandeburgo-Kulmbach |                                          |  |  |       |  |  |                                       |  |  |                                       |  |
|                              |                           | Giorgio II di Gran Bretagna             | Giorgio I di Gran Bretagna               |  |  |       |  |  |                                       |  |  |                                       |  |
|                              |                           | Giorgio II di Gran Bretagna             | Giorgio I di Gran Bretagna               |  |  |       |  |  |                                       |  |  |                                       |  |
|                              |                           | Giorgio II di Gran Bretagna             | Sofia Dorotea di Celle                   |  |  |       |  |  |                                       |  |  |                                       |  |
| Luisa di Gran Bretagna       |                           | Giorgio II di Gran Bretagna             |                                          |  |  |       |  |  |                                       |  |  |                                       |  |
|                              |                           | Carolina di Brandeburgo-Ansbach         | Giovanni Federico di Brandeburgo-Ansbach |  |  |       |  |  |                                       |  |  |                                       |  |
|                              |                           | Carolina di Brandeburgo-Ansbach         | Giovanni Federico di Brandeburgo-Ansbach |  |  |       |  |  |                                       |  |  |                                       |  |
|                              |                           | Carolina di Brandeburgo-Ansbach         | Eleonora Erdmuthe di Sassonia-Eisenach   |  |  |       |  |  |                                       |  |  |                                       |  |
|                              |                           | Carolina di Brandeburgo-Ansbach         |                                          |  |  |       |  |  |                                       |  |  |                                       |  |